# Верхова (Калузька область)
Верхова (рос. Верховая) — присілок в Сухиницькому районі Калузької області Російської Федерації.
Населення становить 183 особи. Входить до складу муніципального утворення Присілок Верхова.

## Історія
Від 2004 року входить до складу муніципального утворення Присілок Верхова

## Населення
| 2002 | 2010 |
| ---- | ---- |
| 206  | ↘183 |